# Blantyrea armata
Blantyrea armata is een hooiwagen uit de familie Assamiidae. De wetenschappelijke naam van Blantyrea armata gaat terug op Roewer.